# Igreja Matriz Nossa Senhora do Rosário (Rio Pardo)
A Igreja Matriz Nossa Senhora do Rosário é um templo católico de importância arquitetônica e histórica de Rio Pardo, uma das mais antigas povoações do estado brasileiro do Rio Grande do Sul.
Sua construção iniciou em 1791, com projeto de Francisco João Roscio em estilo barroco tardio, sobre o local onde havia pequena capela datada de 1779, que em poucos anos se arruinara. Diz Dante de Laytano que a consagração da igreja se deu em 1801. Mas quando Saint-Hilaire passou por ali em 1820 relatou que ainda não estava concluída, embora já se oficiasse no templo assim mesmo. Outros vinte anos e mais se passaram sem que terminasse realmente. Em 1847 a Assembleia Provincial, diante do estado estacionário da construção, fez uma petição de recursos para que fosse acabada, ainda não possuindo as torres nem frontão, mas no documento se elogia o elegante desenho do corpo do prédio.
O auxílio veio, afinal, mas só pôde custear uma torre e o acabamento da fachada, tendo como chefe das obras João Martinho Buff. Os sinos foram instalados em 1855 e um relógio em 1857. A decoração interna com pinturas foi encarregada a Pelegrino Castiglioni. O resultado foi apreciável, como assinalaram viajantes. Avé-Lallemant a descreveu em 1858 como majestosa, e o barão Homem de Mello, visitando a cidade em 1867, registrou em seu relatório a beleza e imponência do templo, que entre todos os do estado só lhe parecia inferior à Matriz de Viamão. Em 1885 foi concluída uma segunda torre, e a decoração interna em pintura foi refeita por Vicente Prato e Serafino Corso. No século XX sofreu algumas alterações, especialmente na capela-mor e na sacristia, bem como nos pisos e na decoração pintada.
Seu prestígio como uma das mais importantes igrejas coloniais do Rio Grande do Sul se firmou, e, nas palavras de Wolfgang Harnisch, escrevendo em meados do século XX, "a Matriz de Rio Pardo é um dos templos mais lindos do estado, por suas proporções magníficas, sua fachada ornamentada com belíssima alegoria e, afinal, por suas naves imponentes e seus altares trabalhados". Athos Damasceno reforçou sua importância dizendo:
"É um templo merecedor de apreço, tanto por sua arquitetura de linhas severas, quanto por algumas imagens que possui em seus altares e várias peças de talha que a decoram — imagens e peças, outrossim, de procedência e autoria ainda não identificadas. Dante de Laytano.... dá realce a esses lavores, salientando particularmente a imagem do Senhor Morto e dois altares: o de N. Senhora do Rosário, guarnecido de um belo escudo, e o de N. Senhora das Dores, dotado de esculturas que simbolizam a Paixão, desde o cálice da Amargura até a Segunda Face na Toalha".
Nas últimas décadas do século XX entrou em grande decadência e passou anos interditada, mas no início do século XXI foi restaurada. Em 2010 teve seu sino roubado. No mesmo ano, porém, o templo foi tombado em nível estadual, com todo o seu acervo de 106 peças. Em seu interior também se encontra o mausoléu do barão do Triunfo.